# Paolo Frescura
Paolo Frescura (Roma, 22 luglio 1953) è un cantautore, compositore e editore musicale italiano.

## Biografia

### Inizi
Nato a Roma da genitori napoletani, il padre era l'attore Mario Frera e la madre l'attrice Rosita Pisano; inoltre il prozio era Gigi Pisano, noto autore di canzoni.
Il bisnonno Gerardo Cosenza (1856-1930) fu uno dei più importanti capocomici e attori napoletani tra il 1880 e il 1930. Insieme a Giuseppe Scelzo formò una compagnia teatrale con la quale tenne spettacoli in tutta Italia "rivaleggiando" con quella di Eduardo Scarpetta.
La nonna di Paolo, Margherita Cosenza (1887-1977) ed il nonno Gennaro Pisano (1878-1950) lavorarono per 13 anni nella compagnia del commediografo ed attore napoletano Raffaele Viviani e poi, dal 1932 al 1950 in quella di Eduardo, Titina e Peppino De Filippo.
Il prozio di Frescura, Gigi Pisano, fratello del nonno, in qualità di attore iniziò nella compagnia di Viviani per poi diventare un autore di successo e formare con il compositore Giuseppe Cioffi una delle coppie più prolifiche della canzone italiana: 'N'accordo in fa (1927), Agata (1937), Ciccio Formaggio (1940), M'aggia curà (1940), Fatte fa 'a foto (1947), La pansè (1953) e 'Na sera 'e maggio (1938), oltre a decine di altri titoli.
Paolo Frescura debutta nel 1957, a quattro anni, nella compagnia teatrale di Nino Taranto. Il cantautore, cresciuto a Napoli per 10 anni con la zia Anna, effettua studi regolari e consegue una maturità classica. Autodidatta, inizia a suonare la chitarra a 13 anni e a comporre a 14.

### Anni settanta
Il 12 settembre 1972 Frescura si presenta negli studi della RCA a Roma per un'audizione e propone 5 canzoni. Dopo un anno Paolo conosce alla RCA Antonello De Sanctis, il suo principale collaboratore. Insieme compongono circa 400 brani. De Sanctis nel 1973 era già un affermato paroliere, avendo composto i testi di Padre davvero per Mia Martini e di Anima mia  per I Cugini di Campagna.
Il 12 giugno 1974 Paolo firma il contratto di cantante ed autore con la RCA Italiana e, sempre in quel mese, debutta in veste di compositore nell'album dei Panda con Ed era amore e con Le scarpe di tela. Nell'ottobre di quell'anno il direttore generale dell'etichetta romana decide di varare il progetto "Frescura cantautore" per l'anno successivo, dopo aver scelto di affidare una delle composizioni della coppia, Ti fa bella l'amore, a Nicola Di Bari (il quale successivamente ne farà una versione in spagnolo intitolata El amor te hace linda).
A novembre del 1974 Frescura compone una melodia sulla quale De Sanctis adatta un testo: nasce così Bella dentro. Nel gennaio successivo iniziano le registrazioni del primo long playing del cantautore, intitolato appunto Bella dentro, che esce il 29 aprile 1975. Paolo suona la chitarra classica e l'acustica; gli arrangiamenti dei dieci brani vengono affidati a Marcello Faneschi, che suona anche tutte le tastiere. Da ricordare: Ma allora è amore (primo brano in assoluto composto insieme a De Sanctis nel settembre 1973), Sei bella, Non andartene via stasera, Felicità; l'album si chiude con Ti fa bella l'amore. È subito un notevole successo non solo in Italia ma anche all'estero, grazie alla sua versione in lingua spagnola, Bella de alma. Nella classifica italiana il 45 giri raggiunge il secondo posto e il 33 giri raggiunge il nono: in totale 400 000 copie vendute.
Frescura, dopo aver partecipato all'Arena di Verona alla serata conclusiva del Festivalbar, inizia il 7 settembre 1975 la serie dei concerti che terrà in Italia e all'estero fino al 1990, anno del suo ritiro dalle scene. Nel gennaio 1976 la RCA iscrive il cantautore al Festival di Sanremo contro la sua volontà. Costretto a parteciparvi per motivi di politica aziendale, Frescura presenta Due anelli, composta sempre con De Sanctis e si piazza al 5º posto della classifica finale. Nel settembre dello stesso anno esce il secondo album, Tu cielo, tu poesia (meglio conosciuto con il titolo Annamaria), 11 brani scritti con De Sanctis ed arrangiati ancora da Marcello Faneschi. In questo lavoro spiccano, oltre al motivo sanremese, anche 27 luglio, Tesoro mio, Perché è finita così, Un bimbo tutto tuo e mio e Sogni sospesi. Questo LP non ottiene il grande successo di pubblico del precedente a causa della totale mancanza di promozione effettuata dalla RCA. Anche in questo lavoro Paolo suona la chitarra classica e l'acustica. Nel 1977 il cantautore inizia a studiare il pianoforte ed insieme a De Sanctis e, a volte anche con il suo amico, il musicista Italo Marino, scrive molte canzoni che successivamente saranno affidate ad altri interpreti tra i quali Gianni Morandi, i Collage, Christian, Elisabetta Viviani e Lina Savonà.
Nel giugno 1978 esce il terzo LP, intitolato Paolo Frescura, da cui è tratto il singolo Non serve a niente. Dei 40 brani composti sempre con De Sanctis tra il settembre 1976 e l'ottobre 1977 alla fine se ne scelgono 10 da realizzare in studio di registrazione. Tra questi si distinguono: Innamorata mia, Dopo un grande amore, Canto d'amore per Anna, E ancora mi domando, Rosa Rosa e Mi sembra un film, ripresa anche da Gianni Morandi che l'inserirà nel suo LP di quell'anno. Questo lavoro per gli arrangiamenti e per la direzione d'orchestra porta la firma di Luis Bacalov che, oltre a collaborare con i più grandi interpreti della canzone internazionale, fu tra i maggiori autori di musiche da film e nel 1995 vinse il premio Oscar a Los Angeles per la migliore colonna sonora del film Il Postino interpretato da Philippe Noiret e da Massimo Troisi. Nell'ottobre del 1978 Frescura è invitato a Sanremo al Club Tenco, dove presenta Ricordarmi. A causa di forti dissapori e contrasti con alcuni dirigenti della RCA, il cantautore nel 1979 cambia etichetta, e con un brano scritto in napoletano, Duorme, partecipa a ottobre al Festival di Atami in Giappone.

### Anni ottanta e ritiro dalle scene
Nel 1980 pubblica Io penso a te e nel 1981 è la volta di Grazie al cielo. Entrambi questi singoli sono arrangiati da Natale Massara. Nel 1983 esce l'ultimo 45 giri di Frescura, La canzone mia, arrangiato da Karl Heinz Schafer.
Da questo momento il cantautore abbandona lentamente il mondo discografico. Prosegue ancora l'attività dal vivo con i concerti fino al 1990 per poi fondare una sua casa editrice musicale, realizzando un catalogo di musica italiana che ancora cura personalmente.
Nel 1991 Frescura dedica al padre, morto da poco, l'Antologia della canzone napoletana. Questa autoproduzione vede il cantautore alle prese con i più grandi classici del repertorio napoletano e si caratterizza per la sola presenza della chitarra classica che Paolo suona in diretta mentre canta.
Dal 1993 Frescura collabora con alcune produzioni italiane ed europee componendo commenti musicali per documentari di varia natura.
Nel 2005, insieme al performer e poeta Ariele D'Ambrosio, Frescura compone 3 brani Cosa dicono gli occhi, Solo i numeri conti e L'amore che resterà inseriti nel CD-libro dello stesso D'Ambrosio intitolato Canzone per Nejra (tra guerra e terrorismo).
Nel 2019 il brano Bella dentro è stato inserito nella colonna sonora del film Gli anni amari del regista Andrea Adriatico.

## Discografia

### Album in studio
- 1975 - Bella dentro
- 1976 - Tu cielo, tu poesia
- 1978 - Paolo Frescura

### Antologie
- 1991 - Antologia della canzone napoletana
- 2004 - Flashback - I grandi successi originali

### Singoli
- 1975 - Bella dentro/Non andartene via stasera
- 1976 - Due anelli/27 luglio
- 1976 - Tu cielo tu poesia/Perché è finita così
- 1978 - Non serve a niente/Scema
- 1979 - Duorme/T.A.
- 1980 - Io penso a te/Nennella mia
- 1981 - Grazie al cielo/Vieni
- 1983 - Amore mio/La canzone mia
- 1975 - Bella de alma/No te marches esta noche

### Compilations
- 1975 - Superpop N. 1
- 1976 - Successi per tutte le stagioni
- 1976 - Superhits Italia
- 1978 - Pop Collection
- 1986 - L'Album di...e penso a te (I successi degli anni '70)
- 1988 - Graffiti settanta 1976
- 1989 - Hit Parade 1960-80
- 1990 - Special Soundtracks
- 1990 - Sporting Themes
- 1990 - I cantautori
- 1999 - Graffiti '70
- 2000 - I grandi successi originali - I favolosi anni settanta
- 2004 - 4 Per 4 Star 16 Successi
- 2010 - Le 100 canzoni dei cantautori
- 2011 - I favolosi anni '70
- 2013 - Cantautori italiani
- 2015 - Le più belle canzoni italiane. I grandi successi dal '900 ad oggi

### Brani composti per altri interpreti
- 1974 - Ed era amore (P. Frescura-A. De Sanctis) I Panda
- 1974 - Le scarpe di tela (P. Frescura-A. De Sanctis) I Panda
- 1974 - Ti fa bella l'amore (P. Frescura-A. De Sanctis) Nicola Di Bari
- 1975 - Angeli sbagliati (P. Frescura-A. De Sanctis) Collage
- 1975 - El amor te hace linda (P. Frescura-A. De Sanctis-Piero-José) Nicola Di Bari
- 1978 - Mi sembra un film (P. Frescura-A. De Sanctis-T. Pareti) Turi Valentino
- 1978 - Lettera (P. Frescura-A. De Sanctis-I. Marino) Anna P.
- 1978 - Il mare (P. Frescura-A. De Sanctis) Anna P.
- 1978 - Maya (P. Frescura-A. De Sanctis-I. Marino) Lina Savonà
- 1978 - Libera di andare (P. Frescura-A. De Sanctis) Lina Savonà
- 1978 - Fantasia (P. Frescura-A. De Sanctis-I. Marino) Francesco Barbato
- 1978 - Concerto per un amore (P. Frescura-A. De Sanctis) Roberta Voltolini
- 1978 - Sai che ti dico... (P. Frescura-A. De Sanctis-I. Marino) Joe Alaria
- 1978 - Voulez vous banana (P. Frescura-A. De Sanctis-I. Marino) Joe Alaria
- 1978 - Mi sembra un film (P. Frescura-A. De Sanctis-T. Pareti) Gianni Morandi
- 1979 - Donna meccanica (P. Frescura-A. De Sanctis-I. Marino) Lina Savonà
- 1979 - Se permetti (P. Frescura-A. De Sanctis-I. Marino) Lina Savonà
- 1979 - Linda Linda (P. Frescura-A. De Sanctis-A. Musso) Joe Alaria
- 1979 - Lady America (P. Frescura-A. De Sanctis-A. Musso) Joe Alaria
- 1979 - La banda dei cinque (P. Frescura-A. De Sanctis-I. Marino) Elisabetta Viviani
- 1980 - Due fiori in bottiglia (P. Frescura-A. De Sanctis-I. Marino) Stefano Sani
- 1982 - Per te (P. Frescura-A. De Sanctis) Christian
- 1988 - Io sono (P. Frescura-A. De Sanctis) Christian
- 1991 - Panini olè (P. Frescura-F. Urzino-D. Meschiari) Dante Meschiari
- 1993 - Ciao core (P. Frescura-P. Lazzari-V. Magelli) Francesco Costa
- 1993 - Nostalgia (P. Frescura-P. Lazzari-V. Magelli) Francesco Costa
- 1999 - Ma che festa è (P. Frescura-A. De Sanctis-A. Cheli) Verdiana
- 1999 - Due nel blu (P. Frescura-A. De Sanctis-A. Cheli) Verdiana
- 2005 - Cosa dicono gli occhi (P. Frescura-A. D'Ambrosio) Ariele D'Ambrosio
- 2005 - Solo i numeri conti (P. Frescura-A. D'Ambrosio) Ariele D'Ambrosio
- 2005 - L'amore che resterà (P. Frescura-A. D'Ambrosio) Ariele D'Ambrosio